# Pokerhand
En pokerhand är en kombination av fem kort. För en vanlig 52-korts kortlek finns 2 598 960 möjliga pokerhänder. Det är kring dessa man spekulerar genom att satsa marker i en pokergiv. Spelaren som visar upp bästa handen vid en visning vinner potten. Kortlekens fyra färger (♠, ♥, ♦, ♣) har ingen inbördes rangordning utan är alla lika mycket värda. Standardhänderna nedan förutsätter en standardkortlek utan jokrar. I speciella och mindre vanliga varianter av poker finns ytterligare händer som man tar hänsyn till utöver standardhänderna nedan, men detta är den normala rangordningen från högsta till lägsta:

## Olika pokerhänder

### Färgstege (straight flush)
Fem kort med valörerna i följd som alla har samma färg. Ess kan räknas både högt och lågt. Exempel: 76543 i klöver eller QJT98 i hjärter. Ett specialfall av färgstege är när man har ess som högsta kort, det vill säga AKQJT i samma färg. Denna hand kallas på engelska royal straight flush eller royal flush och är den högsta möjliga pokerhanden överhuvudtaget. Royal flush i hjärter kallas ibland Royal Imperial straight flush men är ej mer värd än till exempel spader eller klöver. Färgen har ingen betydelse, det vill säga "royal" i spader är lika hög som i hjärter och så vidare. Eftersom ess får räknas lågt är även 5432A i samma färg en tillåten färgstege.

### Fyrtal (four of a kind/quads)
Fyrtal kallas fyra kort av en viss valör och ett kort av en annan valör. Färgerna saknar betydelse. Exempel: AAAAK, 7777J eller 2222A.

### Kåk (full house/boat/full boat)
Kåk kallas tre kort av en viss valör och två kort av en annan valör. Färgerna saknar betydelse. Exempel: KKKQQ, 999TT eller 88822. En kåk är alltså tretal tillsammans med ett par.

### Färg (flush)
Färg kallas fem kort i en viss färg men inte i stege. Exempel: JT932 i hjärter eller 2459Q i spader.

### Stege (straight)
Stege kallas fem kort, som inte alla är i samma färg, med valörerna i följd. Exempel: 65432 eller AKQJT i olika färger. Precis som i färgstegen får esset räknas lågt, så 5432A är också en tillåten stege.

### Tretal/triss (three of a kind/set/trips)
Tretal kallas tre kort av en viss valör och två kort som inte är av den valören, vilka kallas sidokort. Färgerna saknar betydelse. Tretal slår par, exempel: 666AQ eller AAAK3. Tretal kallas även triss.

### Två par (two pairs)
Två par kallas två kort av en viss valör, två kort av en annan valör och ett kort av en tredje valör, vilket kallas sidokort. Färgerna saknar betydelse. Exempel: AATTQ, JJ552 eller 7722K.

### Par (pair)
Par kallas två kort av en viss valör och tre kort av andra och sinsemellan olika valörer, vilka kallas sidokort. Färgerna saknar betydelse. Exempel: AAKQJ, 99KQ4 eller 55962. 

### Högt kort (high card)
I avsaknad av en giltig pokerhand värderas handen enligt sitt högsta kort. Bäst är alltså ess, därefter kung, och så vidare. Det sämsta man kan ha i vanlig femkortspoker är en 7:a som högsta kort, exempelvis 76542 eller 75432. 75432 är den absolut lägsta handen.

## Hur man särskiljer olika pokerhänder av samma typ
Vid visningen (i vanlig, hög poker) vinner den som har bästa handen enligt rangordningen ovan, till exempel vinner alltid tretal över tvåpar. Men om två spelare har samma typ av hand, till exempel tvåpar, finns det särskiljningsregler som avgör vilken hand som är bäst. 
- Mellan flera färgstegar som jämförs är färgstegen med högsta kortet i topp vinnaren. T9876 i samma färg slår till exempel 98765 och alla andra färgstegar med 9 eller lägre i topp. Den högsta möjliga färgstegen är den med ess i topp: AKQJT. Denna hand kallas som tidigare nämnts royal flush och slår alla andra färgstegar som inte har ess i topp. Färgerna har ingen inbördes rangordning, exempelvis är AKQJT i spader precis lika bra som AKQJT i ruter. Observera att 65432 i hjärter slår 5432A i hjärter eftersom esset i den andra handen räknas lågt och inte högt.
- När flera fyrtal jämförs vinner i första hand handen med högst valör på fyrtalet, och i andra hand får valören på det udda kortet avgöra. Färgerna har aldrig någon betydelse här. Exempel: KKKKJ slår QQQQA och 8888K slår 8888Q. Det sista fallet, där man måste jämföra sidokorten, kan bara bli aktuellt i pokerspel med gemensamma kort (eftersom flera spelare annars inte kan ha samma fyrtal), och aldrig i exempelvis mörkpoker. Om flera spelare har samma fyrtal och samma valör på sidokortet blir det oavgjort.
- När flera kåkar jämförs vinner kåken med högst valör på tretalet. Om flera spelare har samma valör på tretalet avgör valören på paret, och om den också är samma blir det oavgjort. Exempel: 77744 slår 666TT och KKKJJ slår KKK55. I spelformer utan gemensamma kort kan det aldrig bli aktuellt att jämföra paren i kåkarna, eftersom flera spelare inte kan ha samma tretal.
- Flera färghänder jämförs på följande vis: I första hand avgör valören på det högsta kortet hos var och en. Om flera spelare har samma högsta kort avgör valören på deras näst högsta och så vidare. Om flera spelare har fem kort av samma valör är det oavgjort. Färgerna har aldrig någon betydelse. Exempel: AKJ72 slår AKT97.
- Stegar jämförs på samma sätt som färgstegar. Färgerna saknar alltid betydelse vid rangordningen, bara högsta kortet är intressant. Den högsta stegen är AKQJT.
- Om flera spelare har tretal jämför man i första hand valören på korten i tretalet, i andra hand högsta sidokortet och i sista hand det lägre sidokortet. Färgerna är betydelselösa. Exempel: 777A2 slår 666AK. Endast i spel med gemensamma kort kan flera spelare ha tretal i samma valör, så i till exempel mörkpoker blir det aldrig aktuellt att jämföra sidokort.
- Om flera spelare har tvåpar jämför man i första hand valören på spelarnas högsta par i kombination med valören på det lägre , i andra hand sidokortet.
- Om flera spelare har par jämför man i första hand valören på de båda korten som ingår i paret. I andra hand får högsta sidokortet särskilja och så vidare. Färgerna är betydelselösa. Exempel: JJ632 slår TTA52.
- När man ska särskilja mellan flera spelare som har "ingenting" gör man precis som när man jämför färghänder eller sidokort i andra händer: I första hand valören på högsta kortet. Exempel: T9762 slår T9654.

## Kända pokerhänder

### Död mans hand

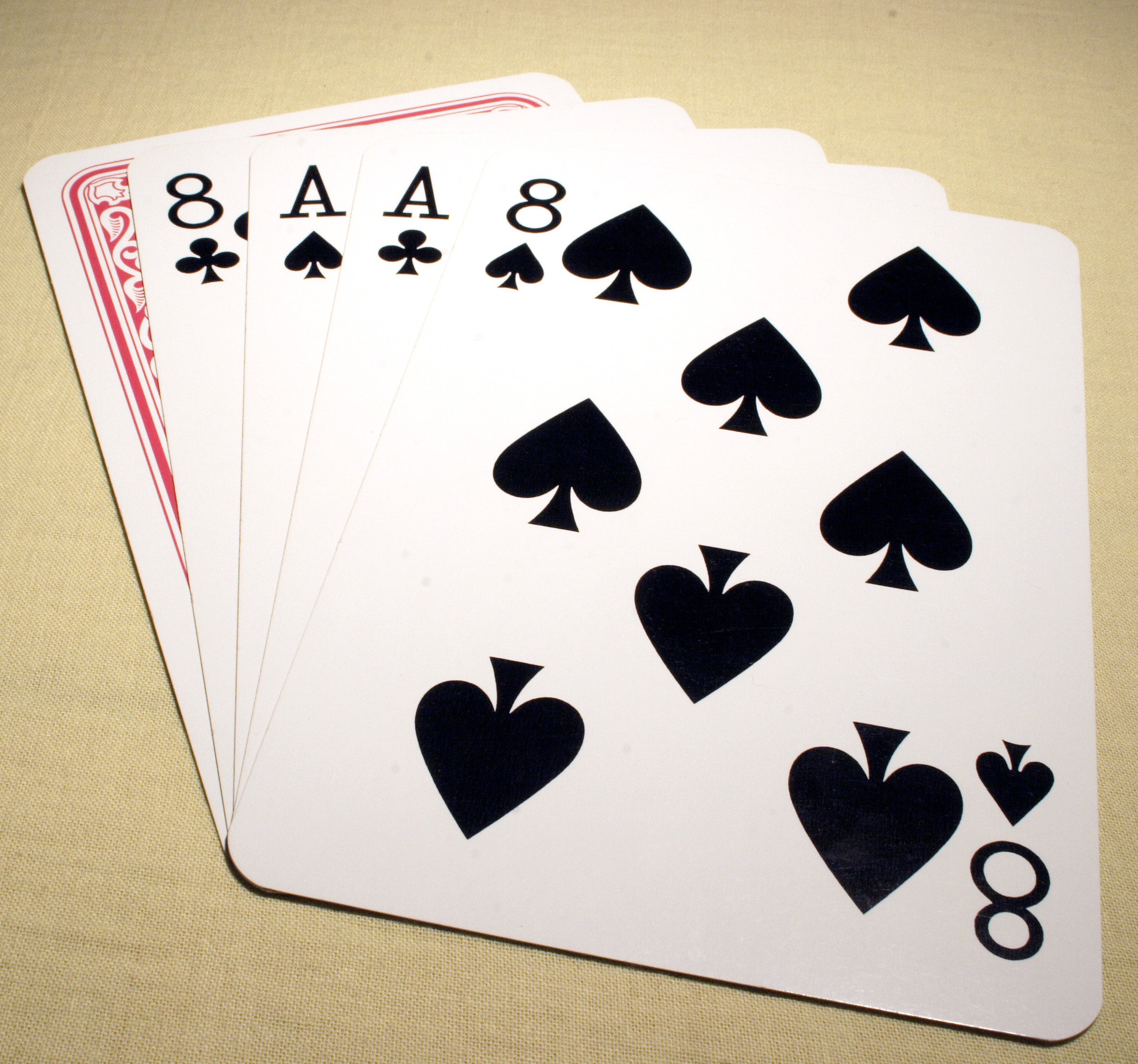
Död mans hand

Död mans hand är en pokerhand med par i svarta ess och åttor. Namnet kommer efter en händelse när Jack "Crooked Nose" McCall sköt ihjäl Wild Bill Hickok efter att denne fått just denna pokerhand den 2 augusti 1876. Vilket som var det femte kortet tvistas det ständigt om, men enligt Hickoks biografist Joseph C. Rosa var det femte kortet en ruter (knekt eller dam).

### Sopkvasten
Sopkvasten har fått sitt namn på grund av att det är den sämsta handen man kan få. Exempel på sopkvasten: en tvåa, en trea, en fyra, en femma och en sjua i olika färg.

## Fotnoter
1. ↑  Rosa, Joseph C. (1996). Wild Bill Hickok: the man and his myth. University Press of Kansas. sid. 194. ISBN 0-7006-0773-0